# 陆森黑盐
陆森黑盐（英語：Roussin's Black Salt），分子式为NaFe4S3(NO)7，属于金属亚硝酰配合物。它是由[Fe4S3(NO)7]−和钠离子组成。阴离子的几何构型为一个不完整的立方烷结构。阴离子的点群对称为C3v。陆森黑盐是在1858年由法国化学家M.L. Roussin首次描述报道，它和陆森红盐是第一批人工合成出来的铁硫簇合物。